# William Kanerva
William Kanerva   (Impilahti, 26 de novembre de 1902 - Hèlsinki, 10 d'octubre de 1956) fou un futbolista finlandès de les dècades de 1920 i 1930.
Fou 51 cops internacional amb la selecció finlandesa amb la qual participà en els Jocs Olímpics de 1936.
Pel que fa a clubs, destacà a HJK i HPS.